# Elaeagnus thunbergii
Elaeagnus thunbergii är en havtornsväxtart som beskrevs av Servettaz. Elaeagnus thunbergii ingår i släktet silverbuskar, och familjen havtornsväxter. Inga underarter finns listade i Catalogue of Life.